# Ace, el Bati-sabueso
Ace el Bati-Sabueso (Ace the Bat-Hound el nombre original en inglés)  es un perro superhéroe que aparece en los cómics estadounidenses publicados por DC Comics. Suele aparecer como el compañero canino de Batman en la lucha contra el crimen y como aliado de otros superhéroes animales, como Krypto, Streaky y la Legión de Super-Mascotas.
Kevin Hart hará la voz del personaje en la película animada DC League of Super-Pets, cuyo estreno está previsto en los Estados Unidos el 29 de julio de 2022.

## Historial de publicaciones
Ace debutó en Batman 92 (fecha de tapa: junio de 1955). La inspiración para crear a Ace fue el éxito del debut de Krypto en Adventure Comics 210 (marzo de 1955), y por los [Gran Danés] de películas y seriales de detectives como Rin Tin Tin y Ace el perro maravilla. Fue creado por el guionista Bill Finger y el artista Sheldon Moldoff.
Ace, junto con Batwoman, Batgirl y Bati-duende, se retiraron de las historietas en 1964, cuando el editor Julius Schwartz instituyó un nuevo estilo para Batman, a partir del cual los autores se deshicieron de algunos de los elementos de la serie.

## Biografía del personaje

### Pre-Crisis
Ace era un perro pastor alemán cuyo dueño era un grabador llamado John Wilker. Batman y Robin lo encontraron después de que su maestro fuera secuestrado por una banda de falsificadores. Batman utilizó a Ace para intentar localizar a Wilker. Dado que en su identidad civil de Bruce Wayne había colocado varios anuncios de "perro perdido" para localizar el dueño de Ace, le preocupaba que alguien lo reconociera (ya que tenía una prominente marca en forma de estrella en su frente) e hiciera la conexión entre Bruce Wayne y Batman. Para evitar ese problema, improvisó una máscara en forma de capucha para el perro y le incorporó el emblema del murciélago colgando del collar en el cuello de Ace. Ace fue posteriormente bautizado como "Bati-sabueso" ("The Bat-Hound") por un criminal que ayudó a capturar.
Un caso temprano involucró a Ace rastreando a un experto en armas antiguas mentalmente trastornado que estaba usando sus propias armas para cometer crímenes. En un momento, Ace adquirió superpoderes gracias a Bati-duende, pero esto duró poco. Tenía su propio entrenamiento. Por ejemplo; su collar de radio especializado, cuando se activaba, le decía que se pusiera su propia máscara (a través de un dispositivo de manos libres) y localizara a Batman y Robin. Ace se utilizó cada vez menos con el tiempo y por varias razones. Cuando Bruce se sintió invadido por los terrores nocturnos, Robin sugirió que Ace durmiera a su lado. Su última aparición fue un cameo en una historia en la que Batman había sido transformado en un monstruo sin control. Ace desapareció de las historias de Batman al asumir Julius Schwartz el cargo de editor en 1964.

### Post-Crisis
Una versión de Ace se ve en el reino cósmico de Limbo cuando el héroe Animal Man hace un viaje a través de él.
En Batman 462 (junio de 1991) se presentó una versión moderna de Ace, a pesar de que luego se lo vio muy poco. En esta versión fue originalmente un perro guía perteneciente a un indígena llamado Black Wolf, quien simplemente lo llamaba "Perro". El perro ayudó a Batman a enfrentarse a criminales de la tribu de Black Wolf. Luego de la muerte de Black Wolf, Batman adoptó a Perro, renombrándolo Ace. No llevaba máscara ni se lo refería como Bati-sabueso, y tenía la apariencia de una cruza entre las razas beagle y pug (el cual en la vida real se lo conoce como puggle), con una mancha oscura en forma de murciélago en uno de sus lados. Ace a veces ayudaba a Batman en sus casos y ambos eran muy afectuosos entre sí.
Luego de que Batman fuera dejado discapacitado por el villano Bane, Azrael tomó el rol y echó a Ace, Nightwing, Robin y Harold Allnut de la baticueva. Harold, un confidente de confianza de Batman, adoptó a Ace; ellos vivieron en parte de las cavernas no conocidas por Azrael. Para mantenerse ocupado, Ace disfrutaba jugar con un robot con forma de ratón construido por Arnold. Ace desapareció sin explicación luego de los eventos de la historia Tierra de Nadie a fines de los años 90. Tuvo una aparición esporádica en la miniserie Ambush Bug: Year None en 2008.
El Ace original fue visto en la miniserie Crisis final: Final Crisis: Superman Beyond 3D en 2009, donde se lo ve en el limbo junto a otros "personajes olvidados" como Gunfire, Geist, Hardhat del grupo Demolition Team y Merry Man del grupo Inferior Five. Merry Man les explica a todos que se encuentran ahí porque nadie escribe historias de ellos. Pese a ello, Superman y sus aliados trabajan para rescatar a todos los residentes del limbo, quienes ayudan en la batalla contra la amenaza cósmica de Mandrakk. Luego aparecería en una escena en retrospectiva en Batman Incorporated número 4, aunque la situación actual del Ace post-crisis no queda en claro. En esta historia, Ace intenta jugar con Robin, quien se encuentra furioso con Kathy Kane, Batwoman y cómo influye esta en Batman.

### Los Nuevos 52
Tras el reinicio planteado por la miniserie Flashpoint, en Batman y Robin (Vol. 2) número 2 se ve a Bruce Wayne comprando un gran danés negro en una perrera para entregarselo a su hijo, Damian. Este al principio rechaza al perro, pero finalmente se une a él y lo nombra "Titus".

### DC Renacimiento
Tras el evento DC: Renacimiento, en Batman Annual (vol. 3) número 1 se cuenta que Joker tenía una banda de perros que cuando se aburrió de ellos los dejó abandonados atrapados en una zanja sin comida para que se terminaran atacando y matando entre sí. Todos los perros tenían capuchas con símbolos de cartas. El perro sobreviviente tenía el símbolo de as de pica y, cuando fue encontrado por las autoridades, se lo envió a la perrera de Ciudad Gótica para seguramente ser sacrificado debido a su agresividad. Al poco tiempo Alfred lo adopta, y pasa los siguientes meses entrenándolo a pesar de las objeciones de Bruce Wayne, quien está convencido de que el trauma causado por Joker en el animal no tiene cura. A pesar de todo, Alfred logra dominarlo y Bruce comienza a vincularse con el animal y en Navidad le regala una máscara. Aunque el empleado de la perrera lo trata de "ella", tanto Alfred como Bruce le dicen "muchacho", por lo que su sexo queda en ambigüedad. Tiempo después se lo ve a Ace jugando con los visitantes a la mansión y sigue obedeciendo a Alfred sin dudar.
Al parecer Titus sigue viviendo en la Mansión Wayne ya que en un momento es visto alertando a Alfred de la fuga de Duke Thomas.
En el especial Batman Beyond: Rebirth, y al igual que en la serie de televisión Batman Beyond, se muestra que un gran danés llamado Ace fue propiedad de Bruce en su vejez.

## Otras versiones
En la miniserie Kingdom Come de Mark Waid y Alex Ross, a Ace se lo presenta como el corcel alado gigante de la Batwoman del Cuarto Mundo. También es mencionado en el especial Batman/Houdini: The Devil's Workshop de Howard Chaykin, donde durante una sesión de espiritismo a la que asisten Bruce Wayne y el desmitificador místico Harry Houdini, a Ace se lo refiere como la mascota de la infancia de Bruce Wayne. En la historia estilo Frankenstein Castle of the Bat, el Doctor Bruce Wayne pone a prueba sus teorías mediante la creación de un bati-sabueso literal, un perro con atributos de murciélago. Otra versión de Ace apareció en varios números de Tiny Titans, una revista creada para jóvenes lectores.
En la etapa pre-crisis, la identidad Kandoriana de Superman Nightwing (basada e Batman) incluía una contrapartida candoriana del bati-sabueso, un perro telepático llamado "Nighthound".

## En otros medios

### Televisión
- Ace apareció en la serie de dibujos animados Batman del futuro, a finales de los años 1990, con efectos vocales realizados por Frank Welker. En esta versión el perro es una mascota/guardián mezcla con gran danés. Hizo su primera aparición en el primer episodio llamado "Rebirth" como un feroz perro fiel a su amo Bruce Wayne. Al principio, a Ace no le agradaba Terry McGinnis, pero luego de que él y Terry fueron capaces de ayudarse mutuamente en varias misiones, Terry se ganó el afecto y lealtad de Ace. En el episodio "Splicers", da a entender que la lealtad de Ace fue uno de los pequeños premios que tuvo como Batman. El episodio "Ace in the Hole" revela el origen de Ace: él era un cachorro que fue comprado por Ronnie Boxer, un líder de peleas ilegales de perros, pero logró escapar de su abusiva y violenta vida. Pronto encontró a Wayne (un compañero de alma atormentada) en el Callejón del Crimen durante un aniversario de la muerte de sus padres. Luego de ser herido por uno de los Jokerz tratando de salvar a Bruce de la banda, este llevó al perro a un hospital veterinario. Dado que nadie reclamaba a Ace y tanto el viejo Bruce como el perro necesitaban un compañero, Wayne lo adoptó como mascota. Al encontrar nuevamente a Boxer, Ace y McGinnis detienen el intento de Boxer de usar hormónas de crecimiento sintéticas para transformar a perros en monstruos. Ace también juega un rol en la película Batman del futuro: El Regreso del Joker cuando ataca a un miembro de los Jokerz a quién le habían inyectado ADN de hiena, y más tarde ataca a Joker dañando el control del nuevo satélite con sistema de armas y libera a Batman (Terry McGinnis). También se nombra a Ace en la película Batman: el misterio de Batimujer cuando Robin (Tim Drake) comenta que un perro podría ayudar a "olfatear pistas"; luego El Pingüino, al enterarse de la aparición de Batwoman, muy molesto comenta "¿Qué sigue después de esto, Bati-sabueso?" y durante el episodio "Epilogue" de la serie animada Liga de la Justicia Ilimitada se sugiere que el perro podría haber sido nombrado así por la Ace de una encarnación previa del grupo de villanos Banda de la Escalera Real con la que Batman (Bruce Wayne) tuvo una breve amistad antes de su muerte.

- Ace aparece de cameo en la serie de Static Shock en el episodio "Future Shock".

- En 2005, en la serie animada Krypto the Superdog de Cartoon Network protagonizada por Krypto (el perro de la infancia de Superman), Ace el bati-sabueso (con voz de Scott McNeil) hizo apariciones ocasionales y una vez más era un luchador contra el crimen aliado de Batman, a pesar de que el Caballero Oscuro no aparece en la serie. En un episodio, se encuentra con el grupo Dog Star Patrol y los ayuda a encontrar a su Hot Dog, su miembro perdido. Sus enemigos se incluían a las hienas de Joker Bud y Lou, a las aves entrenadas de Pingüino (Artie la fratercula, Griff la buitre, y Waddles el pingüino), y la gata mascota de Catwoman, Isis (quien flirtea con Ace así como Catwoman flirtea con Batman). Ace tiene un planeador como el de Batwoman que utiliza para tener más velocidad. Se considera a sí mismo el compañero de Batman más que su mascota.

- Se alude a Ace el bati-sabueso en la serie animada The Batman cuando Alfred Pennyworth observa que "quizás debería equipar la bati-cueva con una puerta con puertita para mascotas, por si el bati-sabueso decidiera unirse a la banda." durante la presentación de Batgirl.

- Ace el bati-sabueso aparece en Batman: The Brave and the Bold, con efectos vocales de Dee Bradley Baker.[25] En la introducción del episodio "Legends of the Dark Mite!", él ayuda a Batman a enfrentarse a Catman y a un tigre en peligro de extinción que este libera. Ace se las arregla para arrinconar a Catman en un árbol, y Batman lo recompensa con una galleta en forma de murciélago luego de que lo atrapara del talón. Ace luego es visto en el episodio principal como una creación de Bati-Duende. Cuando Batman ve dos Aces, él entiende que algo está mal. Al final, Batman toca el collar de Ace para ver si es una imitación, pero es el real y le dice que solo lo hizo para estar seguro. Ace también hace una aparición en el episodio "The Siege of Starro! Part One" donde es visto cuando Batman contacta a Booster Gold. En "The Plague of the Prototypes!", Ace se hace amigo del prototipo de Bati-robot de Batman, Proto, y lo anima a salvar a Batman de Máscara Negra. Luego, usando su cinturón cohete, ayuda a Batman y Proto a rastrear y desactivar las bombas de Máscara Negra.

- Ace el bati-sabueso aparece en el corto "DC Super-Pets" de DC Nation, con voz de Diedrich Bader.

- Ace el bati-sabueso aparece en el episodio "Best Day Ever" de Justice League Action. Cuando el Joker libera a Lex Luthor de la cárcel en un intento secreto de robar un arma de su, toma los dos de ellos a la Atalaya conocer la Liga investigará la Fortaleza de la Soledad después de averiguar que estarán allí. Acabando de escapar de Krypto, aparentemente son ahuyentados por Ace, quien lleva la prueba de esto a Batman al tener un pedazo de la ropa del Joker. Recibe un buen pero respetuoso bien hecho por Batman por sus esfuerzos.

- Ace el bati-sabueso aparece en la serie DC Super Hero Girls de 2019, episodio "#BeastsInShow", con sus efectos vocales proporcionados una vez más por Dee Bradley Baker. Esta versión de Ace es la mascota de Barbara Gordon, un perro policía retirado que se había asociado con su padre mientras él servía en el Departamento de Policía de Gotham City. Babs lo inscribe en una "44ª exposición canina anual del Metropolis Kennel Club" para competir contra el perro de Kara, Krypto. Después de la exposición canina es interrumpida por dos hienas que huyeron de Harley Quinn. Ace y Krypto luchan juntos contra las hienas, y Krypto las echa de la exposición canina. El locutor anuncia que el ganador es "Waffles the Pomeranian", y Babs y Kara se quejan de que incluso el perro del otro es mejor que eso. Se sonríen y el disparo llega a Pelham Park, donde Babs y Kara están de acuerdo en que ambos perros son buenos chicos, y el episodio termina con Kara y Babs gritando "chicos malos" a los perros mientras persiguen a un gato. Ace aparece de nuevo en "#FantasticBeastsYHowToMindThem", donde Babs lo lleva al parque para enseñarle a Diana cómo entrenar a su mascota grifo.

- En el evento de acción en vivo Crisis on Infinite Earths, se ve al Dick Grayson del universo de Batman 66, interpretado por Burt Ward, paseando como un perro cuando los cielos se vuelven rojos siniestros.

### Película
- Ace el bati-sabueso aparece en la película animada de Lego / DC Lego DC Comics Super Heroes: The Flash. Se le muestra como uno de los miembros con mayor puntaje de la Liga de la Justicia, lo que avergonzó al ex puntaje más alto Cyborg.
- En la película de animación 2018 Scooby-Doo! & Batman: The Brave and the Bold, Scooby-Doo se viste con un viejo traje de Bati-sabueso cerca del clímax de la película.
- En la película de animación 2018, Death of Superman, se puede ver a Ace junto a Damian Wayne y Bruce Wayne en la Mansión Wayne mientras la Liga de la Justicia y el resto del mundo lloran a Superman. Más tarde en Batman: Hush, se puede ver a Ace junto a Damian durante una videollamada con Bruce. Se lo ve por última vez en Justice League Dark: Apokolips War, sentado junto a Mera mientras ella estaba de luto por Aquaman antes de que Flash restablezca el tiempo.
- Ace aparece en DC League of Super-Pets, con la voz de Kevin Hart. Esta versión es un boxeador que, cuando era un cachorro, fue entregado a un refugio por su familia adoptiva después de que mordió el brazo de la hija pequeña mientras la salvaba de caerse por las escaleras. En el presente, está expuesto a kryptonita naranja, ganando superfuerza e invulnerabilidad, y une fuerzas con Krypto y otras mascotas de refugio empoderadas para rescatar a la Liga de la Justicia. Después de esto, Ace es adoptado por Batman y se convierte en miembro fundador de la Liga de Super-Mascotas.[26][27]

### Videojuegos
- Ace fue mencionado en Lego Batman 2: DC Super Heroes.
- Ace el bati-sabueso aparece como un personaje jugable en Lego Batman 3: Beyond Gotham.
- En Injustice 2, Red Hood menciona a Ace el bati-sabueso cuando Harley Quinn amenaza con convertirlo en un juguete para sus hienas Bud y Lou, lo que hace que Red Hood diga "¿Dónde está Bati-sabueso cuando lo necesito?", Refiriéndose a la relación antagónica. entre las hienas y Ace el bati-sabueso en algunos medios.
- En Batman: Arkham Knight en la oficina de Bruce Wayne en la Torre Wayne, frente al bar, junto a la silla más cercana a la pared, se puede ver un cuenco de perro con el nombre ACE inscrito.

### Serie web
- Ace el bati-sabueso aparece en DC Super Hero Girls. Frank Welker repite su papel, aunque sin acreditar.

### Libros
- La atracción de Ace es discutida en 'Mythology: The DC Comics Art Of Alex Ross'. Ross siente que como un niño, la idea de Batman teniendo un perro le parecía 'copado', pero como adulto la misma idea le parecía 'indignante'. Se muestra el arte de Ross y del 'Batman: Annual 1 (1961)'.[28]